# Rupert Matthews
Rupert Oliver Matthews (ur. 5 grudnia 1961 w Dorking) – brytyjski polityk, pisarz i wydawca, autor książek m.in. o zjawiskach paranormalnych, poseł do Parlamentu Europejskiego VIII kadencji.

## Życiorys
Kształcił się w Esher County Grammar School. Po ukończeniu nauki zajął się działalnością publicystyczną. Został dyrektorem w wydawnictwie Bretwalda Books. Prowadził kursy internetowe poświęcone zjawiskom paranormalnym w ramach International Metaphysical University. Autor około 200 książek popularnonaukowych z zakresu historii, a także poświęconych m.in. kryptozoologii czy UFO.
Zaangażował się w działalność polityczną w ramach Partii Konserwatywnej. Przez dwie kadencje był radnym w Surbiton. W 1997 bezskutecznie ubiegał się o mandat posła do Izby Gmin. W wyborach europejskich w 2014 bez powodzenia kandydował z ramienia torysów do Europarlamentu. Został następnie dyrektorem kampanii „Better Off Out”, dążącej do opuszczenia Unii Europejskiej przez Wielką Brytanię.
W czerwcu 2017 objął mandat europosła w miejsce Andrew Lewera. W PE VIII kadencji przystąpił do frakcji konserwatywnej.

## Wybrane publikacje tłumaczone na język polski
- Rzym mroczny, ponury i krwawy, Bellona, 2007.
- Hitler dowódca wojskowy, Bellona, 2009, (ISBN 978-83-11-11450-0).